# گوران راداکویچ
گوران راداکویچ (سیریلیک صربی: Горан Радаковић؛ زادهٔ ۱۱ ژوئیهٔ ۱۹۶۴) بازیگر اهل صربستان است.
از فیلم‌ها یا برنامه‌های تلویزیونی که وی در آن نقش داشته‌است می‌توان به جشن اکتبر اشاره کرد.